# Jewgeni Milowazki
Jewgeni Milowazki (* 23. März 1994) ist ein kasachischer Leichtathlet, der sich auf den Diskuswurf spezialisiert hat.

## Karriere
Erste internationale Erfahrungen sammelte Jewgeni Milowazki im Jahr 2009, als er bei den Jugend-Asienspielen in Singapur mit einer Weite von 51,73 m die Bronzemedaille mit dem leichteren 1,5-kg-Diskus gewann. Im Jahr darauf nahm er an den erstmals ausgetragenen Olympischen Jugendspielen ebendort teil und wurde dort mit 53,27 m Dritter im B-Finale. 2011 schied er bei den Jugendweltmeisterschaften nahe Lille mit 53,97 m in der Qualifikationsrunde aus und 2017 belegte er bei den Asienmeisterschaften in Bhubaneswar mit 57,00 s den achten Platz. Auch bei den Asienmeisterschaften 2023 in Bangkok klassierte er sich mit 54,76 m auf dem achten Platz.
In den Jahren 2017 und von 2021 bis 2023 wurde Milowazki kasachischer Meister im Diskuswurf.

## Persönliche Bestleistungen
- Kugelstoßen 16,30 m, 25. Juli 2014 in Almaty
  - Kugelstoßen (Halle): 16,03 m, 14. Februar 2015 in Öskemen
- Diskuswurf: 58,68 m, 28. März 2017 in Schymkent